# Людина, держава і війна
«Людина, держава і війна» — книга про міжнародні відносини, написана в 1959 році академіком реалістом Кеннетом Волцем .
Ця книжка має велечезний вплив в галузі теорії міжнародних відносин, оскільки створює три «образи аналізу», які використовуються для пояснення конфлікту в міжнародній політиці: міжнародна система, держава та особа.  

## Три образи міжнародних відносин
Первинним внеском Вольтца в області міжнародних відносин стала його книга написана в 1959 році «Людина, держава і війна», в якій він видиліє три основні  причини війн або іншими словами рівні аналізу їх винекнення. Волтц називає ці рівні аналізу «образами» та використовує праці одного чи кількох класичних політичних філософів, щоб окреслити головні моменти кожного образу. Кожне зображення складається з двох розділів: у першому описується те, що це зображення говорить про причини війни, використовуючи в основному праці класичних філософів, а в другому, як правило, Вольтц аналізує переваги та недоліки цього зображення.

### Перше зображення: Особи
Першим зображенням є особа. Вона стверджує, що війни часто спричинені природою конкретних державних діячів і харизматичних лідерів, таких як державні лідери, як-от Наполеон чи Саддам Хусейн, або людською природою загалом. Це в більшості узгоджується з класичним реалізмом, який тоді переважав у міжнародних відносинах, але буде обговорюватися Вольтцом більш повно у його наступній книзі «Теорія міжнародної політики» .

### Друге зображення: Держави
Теорії війни, які підпадають під другий образ Вольтца, стверджують, що війни спричинені внутрішнім складом держав. Яскравим прикладом, на який посилається Вольтц, є ленінська теорія імперіалізму, яка стверджує, що головна причина війни полягає в необхідності капіталістичних держав продовжувати відкривати нові ринки, щоб увічнити свою економічну систему вдома. Більш відомим прикладом у західному світі сьогодні є уявлення про те, що недемократичні держави через свій внутрішній склад розв’язують війни.

### Третє зображення: Міжнародна система
Згодом Вольтц оцінить перші два зображення як менш впливові загалом, ніж третє зображення, але в кінцевому підсумку як необхідні для розуміння причин війни. Вольтц завершує свою книгу 1959 року «Людина, держава і війна» останнім поясненням.Третє зображення описує рамки світової політики, а перше і друге зображення визначають сили, які формують політику держави. Третій образ стверджує, що причина війни знаходиться на системному рівні; а точніше саме те, що анархічна структура міжнародної системи є першопричиною війни. У цьому контексті «анархія» визначається не як стан хаосу чи безладу, а як стан, за якого немає суверенного органу, який керує взаємодією між автономними національними державами. Іншими словами, на відміну від національного суспільства, де громадяни теоретично можуть покладатися на правоохоронні органи, щоб захистити свою особистість і майно, якщо держава зазнає вторгнення і телефонує «911», вона не може бути впевнена, що хтось відповість.
Подібним чином, коли два громадянина мають суперечку, вони можуть звернутися до суду, щоб він їх розсудив, і, що важливіше, до правоохоронних органів, щоб забезпечити виконання рішення того самого суду, але немає жодного органу який би міг здійснювати керування над національними державами, або який би міг встановлювати правила чи закони для всіх держав, вирішуючи, як вони застосовуються в конкретних випадках, і змушуючи ці держави виконувати рішення суду. У результаті, якщо питання, яке розглядається, є досить важливим для держави, вона може досягти задовільного результату, лише використовуючи свою владу, щоб нав’язати свою волю іншій державі (державам). Усвідомлення того, що в будь-який момент часу будь-яка держава може вдатися до збройної сили, змушує кожну державу завжди бути готовою до такого непередбаченого випадку. Ці теми більш детально викладені в «Теорії міжнародної політики», яка, як випливає з назви, викладає теорію міжнародної політики в цілому, а не вужчий фокус на тому, що викликає війну.

## Оцінка
Дж. Девід Сінгер високо оцінив книгу в своїй рецензії 1960 року, стверджуючи, що для вчених повязаних з  міжнародними відносинами важливо зрозуміти припущення, що лежать в основі їх досліджень.  Сінгер захищав вибірані Вольтцом три рівнів аналізу, оскільки Сінгер стверджував, що інші потенційні рівні аналізу (такі як включення «групи тиску, соціально-економічного класу чи політичної партії») були непотрібними, оскільки ці групи переважно впливали на світову політику через державу.  Сінгер досить скептично висловився щодо твердження Вольтца про те, що міжнародна система є найважливішою причиною війни, при цьому Сінгер стверджував, що поведінка окремих людей може змінити міжнародну систему і що в кінцевому підсумку люди повинні зрозуміти, якою є структура стимулів системи.  Він писав: «можна стверджувати, що ключовою змінною є не сама система, а спосіб, у який ця система сприймається, оцінюється та якою є реакція на неї тими, хто приймає рішення в кількох і окремих державах». 

## Дивись також
- На війну
- Соціальна теорія міжнародної політики
- Трагедія великодержавної політики
- Теорія міжнародної політики

## Подальше читання
- Waltz, Kenneth (1988) "The Origins of War in Neorealist Theory", The Journal of Interdisciplinary History, Vol. 18, № 4, Походження та запобігання великим війнам (весна, 1988), стор. 615-628
- Сінгер, Дж. Девід (1961). «Проблема рівня аналізу в міжнародних відносинах». Світова політика . 14 (1): 77–92.

Шаблон:International relations theories